# Tu veux mon zizi
Viens ce soir
Tu veux mon zizi, initialement intitulée Viens ce soir, est une chanson française écrite et interprétée par l'artiste français Francky Vincent et composée par Christian Yéyé.
Sortie en juin 2009 sous forme de single, la chanson s'est classée dès le 6 juin 2009 à la sixième place des charts et a été proclamée comme l'un des tubes de l'été. Mais cette chanson date en réalité de 2004 ; à cette période, Francky Vincent connait une traversée du désert depuis deux ans. Son contrat avec Wagram Music ayant pris fin, il ne trouve pas d'autre grande maison de disques et n'est finalement distribué qu'en Guadeloupe, chez Debs Music. Ainsi, dans l'album Ça va chauffer de 2004 parait la chanson Viens ce soir connue aujourd'hui sous le titre Tu veux mon zizi, mais l'album est un échec et passe inaperçu.
C'est en retrouvant son ancien producteur exécutif dont il s'était séparé en 1997, Christian Lester, que Francky Vincent a l'occasion de réapparaître dans le paysage médiatique et de signer avec la major Universal Music pour pouvoir sortir le tube Tu veux mon zizi en 2009 en France métropolitaine, annonçant la sortie d'un double album compilation, intitulé Mon fest of.

## Crédits
- Chant : Francky Vincent
- Chœurs : Ann Calvert et Marina Albert
- Guitare : Thierry Delannay
- Basse : Frédéric Wurtz
- Synthétiseur : Frédéric Wurtz
- Drums et percussions : Francky Vincent et Frédéric Wurtz